# 鷹狩站
鷹狩站（日语：／ Takagari eki */?）是位於鳥取縣鳥取市用瀨町鷹狩717號，西日本旅客鐵道（JR西日本）的因美線車站。

## 歷史
- 1961年（昭和36年）8月1日 - 日本國有鐵道因美線國英站至用瀨站之間開設此站。
  - 當時車站地址是鳥取縣八頭郡用瀨町（日语：用瀬町）鷹狩。
- 1987年（昭和62年）4月1日 - 伴隨國鐵分割民營化，車站由西日本旅客鐵道（JR西日本）營運。
- 2004年（平成16年）11月1日 - 用瀨町編入至鳥取市，車站地址變為鳥取縣鳥取市用瀨町鷹狩。

## 車站構造
車站是一座地面車站，設有1面1線單式月台，智頭方向的列車會開啟左邊車門。前往鳥取方向和智頭方向的列車使用同一月台。
此站是由鳥取鐵道部管理的無人車站。靠近智頭一方的車站出入口直接連接月台。在月台上設有候車室，候車室內設有乘車站證明票發行。此站沒有車站大樓與廁所。

## 使用狀況
在2018年度的一年乘車人次為1.5萬人，推算出一日平均乘車人次為41人。
以下為近年乘車人次變化：
| 年度   | 一年總 乘車人次 | 一日平均 乘車人次 |
| ------ | --------------- | ----------------- |
| 2008年 | 2萬             | 55                |
| 2009年 | 2萬             | 55                |
| 2010年 | 2萬             | 55                |
| 2011年 | 2.1萬           | 57                |
| 2012年 | 1.8萬           | 49                |
| 2013年 | 1.8萬           | 49                |
| 2014年 | 1.9萬           | 52                |
| 2015年 | 1.6萬           | 44                |
| 2016年 | 1.5萬           | 41                |
| 2017年 | 1.5萬           | 41                |
| 2018年 | 1.5萬           | 41                |

## 車站周邊
- 鷹狩簡易郵局
- 順天堂（日语：ジュンテンドー）用瀨店
- 鳥取自動車道 用瀨交匯處/停車區/巴士站（日语：用瀬インターチェンジ）
- 國道53號（日语：国道53号）
- 國道373號（日语：国道373号）
- 國道482號（日语：国道482号）
- 鳥取縣道49號鳥取河原用瀨線（日语：鳥取県道49号鳥取河原用瀬線）

## 相鄰車站
西日本旅客鐵道（JR西日本）
 因美線
國英－鷹狩－用瀨

## 注腳
1. ↑  鳥取市統計要覧

## 外部連結
- 鷹狩｜車站資訊：JR出門網 - 西日本旅客鐵道（日語）